# Jean Sagnes
Jean Sagnes (Sant Tibèri, Erau, 5 d'abril del 1938) és un historiador francès que va ser president de la Universitat de Perpinyà del 1992 al 1995. En el seu camp d'estudis, la història contemporània de França i, especialment, del Llenguadoc-Rosselló, ha publicat un bon nombre de llibres i articles de revista.

## Biografia
Nasqué a un poble de l'Erau i cursà la secundària a Agde abans de matricular-se a la facultat de Lletres de Montpeller, on estudià del 1957 al 1962. Havent aprovat l'agregadoria d'història (1969), es doctorà (3r cicle) a la Universitat Paul Valéry-Montpeller III (1976), amb una tesi sobre el moviment obrer a l'Erau, i es tornà a doctorar (doctorat d'Estat) en Lletres i Ciències Humanes a la Universitat París VIII (1983) amb la tesi Politique et syndicalisme en Languedoc: l'Hérault durant l'entre-deux-guerres. Després de fer de professor de secundària, entrà com a docent al Centre universitari de Perpinyà (a partir de 1979, Universitat de Perpinyà Via Domícia), on entre 1972 i 1986 va ser successivament assistant, maître-assistant, maître de conférences i, finalment, professor de ple dret. De febrer del 1992 a febrer del 1997 va ser president electe de la universitat rossellonesa. Presidí el "Centre de recherche sur les problèmes de la frontière de l'Université de Perpignan" (1986-1995) i el 1998 va ser nomenat professor emèrit de la Universitat, alhora que esdevenia membre del CRHISM (Centre de Recerques Històriques sobre les Societats Mediterrànies). En crear-se la Fundació de la Universitat, el 2010, en va ser elegit membre del consell de gestió.
Presidí el "Centre d'histoire contemporaine du Languedoc méditerranéen et du Roussillon" de la Universitat Paul Valéry-Montpeller III (1989-1995) i la "Conférence académique des présidents d'université de l'académie de Montpellier" (1995-1996). Del 1985 al 1987, va ser membre electiu del Consell Nacional d'Universitats francès. Va ser responsable dels "Rencontres de Béziers" a partir del 1990, president de la "Université et recherches en Biterrois" del 2000 en endavant, i presidí el "Groupe de Recherches Historiques Agathoises" a partir del 2008.
A més de publicar o dirigir més d'una quarantena de llibres i més de 130 articles, va ser responsable de la revista Les cahiers de l'université de Perpignan (1986-1992) i fundador de les Premses Universitàries de Perpinyà el 1992. Dirigí la col·lecció "Perpignan-Archives-Histoire" dels arxius municipals de Perpinyà entre el 1991 i el 1997 (amb 7 obres publicades) i, a partir del 1999, portà la direcció de la col·lecció "Univers de la France-Histoire des villes devenue Villes" de la tolosenca editorial Privat. També fou responsable de redacció del Bulletin du Centre d'histoire contemporaine du Languedoc méditerranéen et du Roussillon de la universitat Paul Valéry - Montpeller III i membre dels comitès de redacció de les revistes Les Annales du Midi (1994-1998) i Études héraultaises. Ha col·laborat en obres de referència com la Gran Enciclopèdia Catalana, el Grand dictionnaire encyclopédique Larousse, l'Encyclopædia Universalis, el Dictionnaire biographique du mouvement ouvrier français i el Dictionnaire de biographie héraultaise, i ha dirigit diverses exposicions: La révolte de 1907 en Languedoc-Roussillon (Montpeller, 1986), Béziers capitale de l'art lyrique (Montpeller, 1988), La vigne et le vin en Languedoc et en Roussillon, de la prospérité de la fin du XIXe siècle à la crise de 1907 (2011), Jean Jaurès 1859-1914 (2012); Jean Moulin 1899-1943 (2013).
Ha sigut guardonat diverses vegades: va ser nomenat cavaller (1991) i oficial (2001) de l'orde de les Palmes Acadèmiques, cavaller de l'orde Nacional del Mèrit (1997) i de la Legió d'Honor (2006). Rebé el premi especial del jurat de les "Vendanges littéraires" de Ribesaltes (2007) per l'obra 1907, la révolte du Midi de A à Z, escrita en col·laboració amb Jean-Claude Séguéla; el premi Napoleó III (2007) per Les racines du socialisme de Louis-Napoléon Bonaparte; i el "Grand prix du bonapartisme" (2008) per Napoléon III, le parcours d'un saint-simonien.

### Història general
- Sagnes, Jean (dir.). Histoire du syndicalisme dans le monde des origines à nos jours.  Tolouse: Privat, 1994.

### Història contemporània de França
- Sagnes, Jean (ed.); Caucanas, Sylvie (ed.). Les Français et la guerre d'Espagne.  Perpinyà: Centre de recherche sur les problèmes de la frontière, Université de Perpignan, 1990.
- Sagnes, Jean (dir.). Cent cinquante ans de Franc-maçonnerie en France (1789-1940).  Béziers: La Ville, 1992. Reimpressió 1993
- Sagnes, Jean (dir.). La fin de la IIIe République et les débuts de la Résistance.  Béziers: La Ville, 1992.
- Sagnes, Jean (dir.). La viticulture française aux XIXe et XXe siècles.  Béziers: Presses du Languedoc, 1993.
- Sagnes, Jean (dir.). L'Espagne et la France à l'époque de la Révolution française (1793-1807).  Perpinyà: Presses Universitaires de Perpignan, 1993.
- Sagnes, Jean (dir.). Images et influences de l'Espagne dans la France contemporaine).  Béziers-Perpignan: La Ville-Presses Universitaires de Perpignan, 1994.
- Sagnes, Jean (dir.). L'enseignement du second degré en France au XXe siècle.  Perpinyà-Béziers: Presses Universitaires de Perpignan, 1995.
- Sagnes, Jean (ed.). Le sport dans la France contemporaine.  Béziers-Perpignan: La Ville-Presses Universitaires de Perpignan, 1996.
- Sagnes, Jean (ed.). Il y a cent ans… La renaissance des universités françaises, textes législatifs et débats parlementaires.  París: Conférence des présidents d'université, 1996.
- Sagnes, Jean (dir.). La ville en France aux XIXe et XXe siècles.  Béziers: Presses Universitaires de Perpignan, 1997.
- Sagnes, Jean (dir.). Les festivals de musique en France.  Béziers-Perpignan: La Ville-Presses Universitaires de Perpignan, 1998.
- Sagnes, Jean (dir.). Deux siècles de tourisme en France.  Perpinyà-Béziers: Presses Universitaires de Perpignan-La Ville, 2001.
- Sagnes, Jean. Les racines du socialisme de Louis-Napoléon Bonaparte.  Toulouse: Privat, 2006.
- Napoléon III. Le parcours d'un saint-simonien.  Sète: Éditions Singulières, 2008.
- Jaurès.  Béziers: Aldacom, 2009.
- Sagnes, Jean; Marielle, Jean. Le Vote des quatre-vingts – Le 10 juillet 1940 à Vichy.  Perpinyà: ed. Talaia, 2010. Edicions anteriors del 1992 i del 1993
- «Écrire une biographie, pourquoi, comment? L'exemple de Napoléon III». Historiens et Géographes, núm. 413, janvier-février 2011.
- Sagnes, Jean; Secondly, Louis. Ils ont parlé à la jeunesse. Discours de distribution des prix (XIXe-XXe siècles). Jean Jaurès, Paul Valéry, Léon Blum, Jean Moulin, Jean de Lattre de Tassigny.  Sète: Nouvelles Presses du Languedoc, 2013.
- Jaurès, Jean; Sagnes, Jean (presentació i comentaris). 1914, Jaurès contre la guerre. Discours et écrits, 2014.

### Història contemporània del Llenguadoc-Rosselló
- Socialisme et syndicalisme dans l'Hérault de 1905 à 1921 : contribution à l'histoire du mouvement ouvrier sous la IIIe République (tesi), 1976.
- Le mouvement ouvrier du Languedoc : syndicalistes et socialistes de l'Hérault, de la fondation des bourses du travail à la naissance du Parti communiste.  Toulouse: Privat, 1980.
- Le Midi rouge, mythe et réalité : études d'histoire occitane.  París: Anthropos, 1982.
- Sagnes, Jean; Lacave, Mireille. L'Hérault d'autrefois.  Le Coteau: Horvath, 1983.
- Sagnes, Jean (dir.). Le pays catalan (Capcir-Cerdagne-Conflent-Roussillon-Vallespir) et le Fenouillédès.  Pau: Société Nouvelle d'Éditions Régionales et de Diffusion, 1983-1985.
- Politique et syndicalisme en Languedoc: l'Hérault durant l'entre-deux-guerres.  Montpellier: Centre d'histoire contemporaine du Languedoc méditerranéen et du Roussillon, 1986.
- L'Hérault dans la guerre 1939-1945. La vie quotidienne sous l'occupation.  Le Coteau: Horvath, 1986.
- Sagnes, Jean (dir.). Histoire de Béziers.  Tolouse: Privat, 1986. (2a edició, 2000)
- Sagnes, Jean (dir.). Histoire de Sète.  Tolouse: Privat, 1987.
- Vincent Badie : Vive la République. Entretiens avec Jean Sagnes.  Toulouse: Privat, 1987.
- Jean Jaurès et le Languedoc viticole.  Montpellier: Presses du Languedoc, 1988.
- Sagnes, Jean (dir.); Péronnet, Michel. La Révolution dans l'Hérault.  Le Coteau: Horvath, 1989.
- Degage, Alain; Golf, Antoine; Sagnes, Jean. Rhône: histoire d'une corvette de charge et de ses commandants, Le Havre 1805 - Marseillan 1836.  Marseillan: Club d'études et de recherches sous-marines de Marseillan, 1991.
- Les députés de l'Hérault aux assemblées révolutionnaires (1789-1799).  Nîmes: Lacour éditeur, 1996.
- Sagnes, Jean (dir.). L'Université de Perpignan au XVIIIe siècle.  Perpinyà: Presses Universitaires de Perpignan, 1996.
- Sagnes, Jean (dir.); Pech, Monique; Pech, Rémy. 1907 en Languedoc et en Roussillon.  Montpellier: Espace Sud Éditions, 1997.
- Sagnes, Jean (dir.). Edgar Faure, homme politique et homme d'État (1908-1988).  Béziers-Perpignan: La Ville-Presses Universitaires de Perpignan, 1999.
- Sagnes, Jean (dir.). Nouvelle Histoire du Roussillon.  Perpinyà: El Trabucaire, 1999.
- Sagnes, Jean (dir.). Jean Moulin et son temps (1899-1943).  Béziers-Perpignan: La Ville-Presses Universitaires de Perpignan, 2000.
- Sagnes, Jean (introduction, notes et postface). Édouard Barthe, le combat d'un parlementaire sous Vichy. Journal des années de guerre (1940-1943).  Montpellier: Éditions Singulières, 2007.
- Sagnes, Jean (dir.). Agde, 2600 ans d'histoire.  Toulouse: Privat, 2006.
- Sagnes, Jean (présentation et notes). Députés et sénateurs face à la crise du Midi en 1907.  Montpellier: Archives départementales de l'Hérault, 2007.
- Sagnes, Jean; Séguéla, Jean-Claude. 1907, La révolte du Midi de A à Z.  Béziers: Aldacom, 2007.
- Rivals, Jules; Sagnes, Jean (présentation et notes). L'âme terrienne : Argelliers, 1907.  Sète: Éditions Singulières, 2007.
- Sagnes, Jean (introduction, notes et postface). Édouard Barthe, le combat d'un parlementaire sous Vichy. Journal des années de guerre (1940-1943).  Montpellier: Éditions Singulières, 2007.
- Sagnes, Jean (dir.). La révolte du Midi viticole cent ans après, 1907-2007.  Perpinyà: Presses Universitaires de Perpignan, 2008.
- Sagnes, Jean (dir.). Les Biterrois membres de l'Académie Française : Jean-Jacques Dortous de Mairan, Jacques Esprit, Edgar Faure, PIerre Flourens, Georges Izard, Paul Pellisson, Jean-Pons-Guillaume Viennet.  Perpinyà: Presses Universitaires de Perpignan, 2009.